# Vítor Godinho
Vítor Manuel da Cruz Godinho (Lisszabon, 1944. október 27. – 2023. július 15.) válogatott portugál labdarúgó, csatár.

## Pályafutása

### Klubcsapatban
1962 és 1977 között a Belenenses, 1977 és 1981 között a Sacavenense csapatában játszott.

### A válogatottban
1975-ben egy alkalommal szerepelt a portugál válogatottban.

## Statisztika

### Mérkőzése a portugál válogatottban
| Portugália | Portugália      | Portugália              | Portugália | Portugália | Portugália | Portugália   | Portugália | Portugália |
| #          | Dátum           | Helyszín                | Hazai      | Eredmény   | Vendég     | Kiírás       | Gólok      | Esemény    |
| ---------- | --------------- | ----------------------- | ---------- | ---------- | ---------- | ------------ | ---------- | ---------- |
| 1.         | 1975. június 8. | Limassol, Círio Stadion | Ciprus     | 0 – 2      | Portugália | Eb-selejtező | -          |            |
|            | Összesen        |                         |            | 1          | mérkőzés   |              | 0          | gól        |